# Lijst van voetbalinterlands Noord-Macedonië - Oekraïne
Deze lijst van voetbalinterlands is een overzicht van alle officiële voetbalwedstrijden tussen de nationale teams van Noord-Macedonië (speelde tussen 1993 en 2019 onder de naam Macedonië) en Oekraïne. De landen speelden tot op heden zeven keer tegen elkaar, te beginnen met een vriendschappelijke wedstrijd op 11 oktober 2003 in Kiev. Het laatste duel, een kwalificatiewedstrijd voor het Europees kampioenschap voetbal 2024, werd gespeeld in Praag (Tsjechië) op 14 oktober 2023.

## Wedstrijden
| № | Plaats    | Datum           | Competitie           | Wedstrijd                  | Uitslag |
| - | --------- | --------------- | -------------------- | -------------------------- | ------- |
| 1 | Kiev      | 11 oktober 2003 | Vriendschappelijk    | Oekraïne – Macedonië       | 0 – 0   |
| 2 | Skopje    | 31 maart 2004   | Vriendschappelijk    | Macedonië – Oekraïne       | 1 – 0   |
| 3 | Lviv      | 12 oktober 2014 | EK 2016 kwalificatie | Oekraïne − Macedonië       | 1 − 0   |
| 4 | Skopje    | 9 oktober 2015  | EK 2016 kwalificatie | Macedonië − Oekraïne       | 0 − 2   |
| 5 | Boekarest | 17 juni 2021    | EK 2020              | Oekraïne – Noord-Macedonië | 2 – 1   |
| 6 | Skopje    | 16 juni 2023    | EK 2024 kwalificatie | Noord-Macedonië − Oekraïne | 2 − 3   |
| 7 | Praag     | 14 oktober 2023 | EK 2024 kwalificatie | Oekraïne − Noord-Macedonië | 2 − 0   |

## Samenvatting
| Competitie        | Totaal gespeeld | Winst Noord-Macedonië | Gelijk | Winst Oekraïne | Doelsaldo Noord-Macedonië – Oekraïne |
| ----------------- | --------------- | --------------------- | ------ | -------------- | ------------------------------------ |
| EK-eindronde      | 1               | 0                     | 0      | 1              | 1 − 2                                |
| EK-kwalificatie   | 4               | 0                     | 0      | 4              | 2 − 8                                |
| Vriendschappelijk | 2               | 1                     | 1      | 0              | 1 − 0                                |
| Totaal            | 7               | 1                     | 1      | 5              | 4 − 10                               |

## Details

### Eerste ontmoeting
| Vriendschappelijk (Kiev, Oekraïne, 11 oktober 2003): |       |           |
| Oekraïne                                             | 0 – 0 | Macedonië |
|                                                      | goals |           |

### Tweede ontmoeting
| Vriendschappelijk (Skopje, Macedonië, 31 maart 2004):        |       |          |
| Macedonië                                                    | 1 – 0 | Oekraïne |
| Goran Stavrevski 26'                                         | goals |          |
| - Debuut van Andriy Rusol en Serhiy Matyukhin voor Oekraïne. |       |          |

### Derde ontmoeting
| EK 2016 kwalificatie (scheidsrechter Sébastien Delferière, Lviv, Oekraïne, 12 oktober 2014): |              | |
| Oekraïne | 1 – 0        | Macedonië |
| Serhiy Sydortsjoek 45+2' | goals        | |
| Michajlo Fomenko | bondscoach   | Boško Đurovski |
| Andrij Pjatov Oleksandr Koetsjer Vjatsjeslav Sjevtsjoek Artem Fedetskyi Jevhen Chatsjeridi Roeslan Rotan 90+1' Taras Stepanenko Jevhen Konopljanka Serhiy Sydortsjoek 90+5' Andrij Jarmolenko Roman Zozoelja 77' | opstellingen | Tome Pačovski Vanče Šikov Stefan Ristovski Ezgjan Alioski Aleksandar Damčevski Arijan Ademi Besart Abdurahimi 85' Nikola Gligorov 70' Mirko Ivanovski 62' Adis Jahović Aleksandar Trajkovski |
| Pylyp Boedkivskyi 77' Anatoli Tymosjtsjoek 90+1' Edmar 90+5' | wissels      | 62' Krste Velkoski 70' Jovan Kostovski 85' Aco Stojkov |
| Artem Fedetskyi 42' Serhiy Sydortsjoek 45' Roeslan Rotan 72' Pylyp Boedkivskyi 86' | gele kaarten | 30' Adis Jahović 39' Aleksandar Damčevski 59' Aleksandar Trajkovski 63' Besart Abdurahimi 90+3' Krste Velkoski                                                                               |

### Vierde ontmoeting
| EK 2016 kwalificatie (scheidsrechter Ovidiu Haţegan, Skopje, Macedonië, 9 oktober 2015):                                                                                     |              | |
| Macedonië | 0 – 2        | Oekraïne |
| | goals        | 59' (pen.) Jevhen Seleznjov 87' Artem Kravets |
| Ljubinko Drulović | bondscoach   | Michajlo Fomenko |
| Tome Pačovski Vanče Šikov Vladica Brdarovski Kire Ristevski Leonard Žuta Armend Alimi Milovan Petrović Stefan Aškovski 79' Ferhan Hasani 22' Agim Ibraimi Blaže Ilijoski 64' | opstellingen | Andrij Pjatov Vjatsjeslav Sjevtsjoek Artem Fedetskyi Jaroslav Rakitskiy Jevhen Chatsjeridi 90' Roeslan Rotan 86' Andrij Jarmolenko Serhiy Sydortsjoek Jevhen Konopljanka Serhiy Rybalka 74' Jevhen Seleznjov |
| Besart Abdurahimi 22' Mirko Ivanovski 64' Ilija Nestorovski 79' | wissels      | 74' Artem Kravets 86' Oleksandr Karavajev 90' Roeslan Malinovski |
| Vladica Brdarovski 45+1' Leonard Žuta 58' | gele kaarten | 9' Jevhen Chatsjeridi 36' Serhiy Sydortsjoek |
| - Debuut van Ilija Nestorovski (NK Inter Zaprešić) voor Macedonië. - Debuut van Oleksandr Karavajev (Zorja Loehansk) voor Oekraïne.                                          |              | |

FFM · A-internationals · Bondscoaches · Statistieken · Macedonisch vrouwenelftal · Olympisch elftal · Noord-Macedonië U21 · Noord-Macedonië U20 · Noord-Macedonië U19 · Noord-Macedonië U18 · Noord-Macedonië U17 · Noord-Macedonië U16
1993 – 1999 ·
2000 – 2009 ·
2010 – 2019 ·
2020 − 2029
EK 2020
1993 · 
1994 · 
1995 · 
1996 · 
1997 · 
1998 · 
1999 · 
2000 · 
2001 · 
2002 · 
2003 · 
2004 · 
2005 · 
2006 · 
2007 · 
2008 · 
2009 · 
2010 · 
2011 · 
2012 · 
2013 · 
2014 · 
2015 · 
2016 ·
2017 ·
2018 ·
2019 ·
2020 ·
2021 ·
2022 ·
2023
Albanië ·
Andorra ·
Angola ·
Armenië ·
Australië ·
Azerbeidzjan ·
Bahrein ·
België ·
Bosnië en Herzegovina ·
Bulgarije ·
Canada ·
China ·
Cyprus ·
Denemarken ·
Duitsland ·
Ecuador ·
Egypte ·
Engeland ·
Estland ·
Faeröer ·
Finland ·
Georgië ·
Gibraltar ·
Hongarije ·
Ierland ·
IJsland ·
Iran ·
Israël ·
Italië ·
Jamaica ·
Joegoslavië ·
Kameroen ·
Kazachstan ·
Kosovo ·
Kroatië ·
Letland ·
Libanon ·
Liechtenstein ·
Litouwen ·
Luxemburg ·
Malta ·
Moldavië ·
Montenegro ·
Nederland ·
Nigeria ·
Noorwegen ·
Oekraïne ·
Oman ·
Oostenrijk ·
Paraguay ·
Polen ·
Portugal ·
Qatar ·
Roemenië ·
Rusland ·
Saoedi-Arabië ·
Schotland ·
Servië ·
Slovenië ·
Slowakije ·
Spanje ·
Tsjechië ·
Turkije ·
Verenigde Staten ·
Wales ·
Wit-Rusland · 
Zuid-Korea ·
Zweden
Nederland (2021) · 
Oekraïne (2021) · 
Oostenrijk (2021)
FFOe · A-internationals · Bondscoaches · Statistieken · Oekraïens vrouwenelftal · Olympisch elftal · Oekraïne U21 · Oekraïne U20 · Oekraïne U19 · Oekraïne U18 · Oekraïne U17 · Oekraïne U16
1992 – 1999 · 
2000 – 2009 · 
2010 – 2019 · 
2020 – 2029
EK's: 1992** · 
1996 · 
2000 · 
2004 · 
2008 · 
2012 · 
2016 · 
2020 · 
2024
WK's: 1994 · 
1998 · 
2002 · 
2006 · 
2010 · 
2014 · 
2018 ·
2022
1992 · 
1993 · 
1994 · 
1995 · 
1996 · 
1997 · 
1998 · 
1999 · 
2000 · 
2001 · 
2002 · 
2003 · 
2004 · 
2005 · 
2006 · 
2007 · 
2008 · 
2009 · 
2010 · 
2011 · 
2012 · 
2013 · 
2014 · 
2015 ·
2016 ·
2017 ·
2018 ·
2019 ·
2020 ·
2021
Albanië ·
Andorra ·
Armenië ·
Azerbeidzjan ·
Bahrein ·
België ·
Bosnië en Herzegovina ·
Brazilië ·
Bulgarije ·
Canada ·
Chili ·
Costa Rica ·
Cyprus ·
Denemarken ·
Duitsland ·
Engeland ·
Estland ·
Faeröer ·
Finland · 
Frankrijk ·
Georgië ·
Griekenland ·
Hongarije ·
Ierland ·
IJsland ·
Iran ·
Israël ·
Italië ·
Japan ·
Joegoslavië ·
Kameroen · 
Kazachstan ·
Kosovo ·
Kroatië ·
Letland ·
Libië ·
Litouwen ·
Luxemburg ·
Malta ·
Marokko ·
Mexico ·
Moldavië ·
Montenegro ·
Nederland ·
Niger ·
Nigeria ·
Noord-Ierland ·
Noord-Macedonië ·
Noorwegen ·
Oezbekistan ·
Oostenrijk ·
Polen ·
Portugal ·
Roemenië ·
Rusland ·
San Marino ·
Saoedi-Arabië ·
Schotland ·
Servië ·
Servië en Montenegro ·
Slovenië ·
Slowakije ·
Spanje ·
Tsjechië ·
Tunesië ·
Turkije ·
Uruguay ·
Verenigde Arabische Emiraten ·
Verenigde Staten ·
Wales ·
Wit-Rusland ·
Zuid-Korea ·
Zweden ·
Zwitserland
Duitsland (2016) ·
Engeland (2012) · 
Engeland (2021) ·
Frankrijk (2012) · 
Italië (2006) · 
Nederland (2021) · 
Noord-Ierland (2016) · 
Noord-Macedonië (2021) · 
Oostenrijk (2021) · 
Saoedi-Arabië (2006) ·
Spanje (2006) ·
Tunesië (2006) ·
Zweden (2012) · 
Zweden (2021) · 
Zwitserland (2006)
** = Onder de naam Gemenebest van Onafhankelijke Staten